# Скиноса
Скино́са (укр. Скино́са, молд. Schinoasa) — река в Молдавии и на Украине. Левый приток Когильника. Длина реки — 53 км. Площадь водосборного бассейна — 343 км². Уклон — 1,7 м/км. Питание преимущественно дождевое.

## Течение
Берёт начало в лесу Молешто-Резенская Дача в Яловенском районе Молдавии севернее села Липовены. Течёт на юго-восток. Выйдя из леса оказывается в Чимишлийском районе, здесь Скиноса протекает через пруд в селе Скиношика. Миновав Михайловку река втекает на территорию Бессарабского района. Вскоре Скиноса проходит через молдавско-украинскую границу и принимает слева свой крупнейший приток, реку Курюкси́лку (46°24′26″ с. ш. 28°58′32″ в. д., 23 км длины, 79,7 км² площади бассейна). У посёлка Серпневое река впадает в Когильник с левой стороны, на его 118-м км.

## Населённый пункты
Населённые пункты от истока к устью:
- Молдавия: Скиношика[3], Новый Сагайдак[3], Новый Сат[5], Михайловка[5], Богдановка[5], Ивановка[5], Исерлия[5];
- Украина: Петровск[5], Калачовка[5], Серпневое[4].